# Pravá vzdušná rychlost
Pravá vzdušná rychlost (v češtině dříve používaná zkratka PVR; anglicky „True airspeed“ - TAS; také KTAS pro vyjádření v uzlech, knotech) je rychlost letadla vůči okolnímu vzduchu s ohledem na okolní tlak, teplotu, opravená o stlačitelnost vzduchu, polohovou a přístrojovou chybu. Je zásadní pro plánování letu a navigaci, slouží k výpočtu množství potřebného paliva nebo délku letu. Naopak pro popsání aerodynamického proudění je vhodnější tzv. Indikovaná vzdušná rychlost (anglicky „Indicated airspeed“ - IAS), která se tak používá například při pojíždění, vzletu, stoupání, klesání, přiblížení nebo přistání. Využití TAS je však důležité pro let ve vyšších výškách a rychlostech, například při dopravních letech.
Na rozdíl od traťové rychlosti (anglicky „Ground speed“ - GS) popisuje pohyb letadla ve vzdušné mase, avšak GS popisuje pohyb letadla vůči zemi. Rozdíl je uvedený na zjednodušeném příkladu, který slouží k objasnění odlišností mezi rychlostmi.
Letadlo se pohybuje ve vzdušné mase rychlostí TAS (pravou vzdušnou rychlostí) 100 kts. Vzduch, ve kterém letadlo letí, se vůči zemi pohybuje ve směru letu rychlostí 8 kts. GS (traťová rychlost) letadla je tedy 100 kts + 8 kts = 108 kts.
Traťová rychlost je mimo to často zobrazována cestujícím během letu.

## Způsob měření
Pravá vzdušná rychlost není přímo měřena, nýbrž dopočítána z ostatních známých hodnot (ostatní rychlosti, tlak, teplota atd.). Údaje o rychlosti letounu jsou získávány za pomoci tzv. rychloměru, jeho neopravené měření se nazývá přístrojová rychlost.
- Přístrojová rychlost - je neopravený údaj rychloměru vestavěného v letadle. Často se nepřesně označuje jako IAS.

- Indikovaná vzdušná rychlost (IAS - Indicated airspeed) - je přístrojová rychlost opravená o přístrojovou chybu, která je dána konstrukcí rychloměru.

- Kalibrovaná rychlost (CAS - Calibrated airspeed) - je indikovaná rychlost opravená o polohovou chybu pitot-statické trubice, která bývá ovlivněna jinými částmi letadla.

- Ekvivalentní rychlost (EAS - Equivalent airspeed) - je kalibrovaná rychlost opravená o vliv stlačitelnosti vzduchu.

- Pravá vzdušná rychlost (TAS - True airspeed) - jedná se o ekvivalentní rychlost, avšak opravenou o vliv výšky. Jelikož s rostoucí výškou klesá hustota vzduchu.

## Častá záměna s IAS
Pro pochopení rozdílu TAS a IAS je nutno porozumět principu fungování Pitotovy trubice resp. rychloměru. Ta je namířena po směru letu, tudíž během letu „nabírá” proudící vzduch, který je veden do barokrabice. Zde vytváří tlak, který je používán k měření p. S rostoucí výškou letu dochází ke snižování hustoty okolního vzduchu - jednotlivé molekuly jsou dál od sebe a to znamená, že za stejný čas „nabere” pitotova trubice méně molekul vzduchu, a rychlost se tak bude jevit menší než kterou ve skutečnosti letadlo letí.
Ačkoliv IAS tedy nepopisuje skutečnou rychlost vůči vzduchu, tak se hodí pro popsání aerodynamického proudění kolem letadla a je zásadní pro pilotáž. Díky ní lze správně určit namáhání jednotlivých prvku (např. vztlakové klapky). V nižších výškách a rychlostech je rozdíl mezi TAS a IAS zanedbatelný, a proto se například vrtulníky nebo sportovní letadla řídí pouze IAS.
Například (pro zjednodušení se letadlo pohybuje v mezinárodní standardní atmosféře)
Letadlo letící ve výšce 15,000 ft (4,600 m) má rychlost IAS 100 kts (190 km/h), ale ve skutečnosti letí 126 kts (233 km/h) TAS.